# A Faithful Fool
A Faithful Fool è un cortometraggio muto del 1909. Il nome del regista non viene riportato nei credit del film.

## Trama
Due cavalieri ambiscono ambedue alla mano della figlia del loro principe. Lei ama uno dei due, ma suo padre preferisce l'altro che rapisce la fanciulla. Il buffone, che assiste al ratto, avvisa l'altro cavaliere: la giovane viene salvata, ma a prezzo della vita del giullare.

## Produzione
Il film fu prodotto dalla Vitagraph Company of America.

## Distribuzione
Distribuito dalla Vitagraph Company of America, il film - un cortometraggio di 96 metri - uscì nelle sale cinematografiche statunitensi il 24 aprile 1909.
Nelle proiezioni, veniva programmato con il sistema dello split reel, accorpato in un'unica bobina con un altro cortometraggio prodotto dalla Vitagraph, The Lost Sheep.